# Muang Pakxé
Muang Pakxé är ett distrikt i Laos.   Det ligger i provinsen Champasack, i den södra delen av landet, 500 km sydost om huvudstaden Vientiane.